# South Elgin
South Elgin é uma vila localizada no estado americano de Illinois, no Condado de Kane.

## Demografia
Segundo o censo americano de 2000, a sua população tinha cerca de 16.100 habitantes.
Em 2006, foi estimada uma população de 21.005, um aumento de 4905 (30.5%).

## Geografia
De acordo com o United States Census Bureau tem uma área de
16,6 km², dos quais 16,3 km² cobertos por terra e 0,3 km² cobertos por água.

## Localidades na vizinhança
O diagrama seguinte representa as localidades num raio de 12 km ao redor de South Elgin.